# Ubisoft Kyiv
«Ubisoft Kyiv» (раніше «Ubisoft Kiev») — дочірня студія французької компанії «Ubisoft» у місті Києві, Україна, що займається розробленням та портуванням відеоігор. Була заснована у квітні 2008 року. З того часу компанія долучалася до розроблення та портування багатьох проєктів холдингової компанії, зокрема брала участь у створенні відеоігор франшиз Assassin's Creed та Far Cry, та таких ігор як Watch Dogs 2, Tom Clancy's Ghost Recon Wildlands тощо.

## Історія
Про відкриття компанії було офіційно оголошено в пресрелізі 29 квітня 2008 року: у ньому зазначено, що спочатку український підрозділ співпрацюватиме з румунським відділом та згодом перейде до самостійного розроблення відеоігор.
17 березня 2009 року відбувся вихід відеогри Tom Clancy's HAWX для персональних комп'ютерів, яка силами шістьох працівників компанії була перенесена з Xbox 360.
На березень 2010 року склад команди налічував шістнадцять осіб, з можливістю розширення в майбутньому. Частина розробників до офіційного відкриття українського підрозділу проходили стажування в Ubisoft Bucharest, і працювали там над портуванням аркадного авіасимулятора Blazing Angels 2: Secret Missions of WWII з Xbox 360 на персональні комп'ютери.
Влітку 2016 року на базі київської студії було відкрито відділ тестування відеоігор, які розробляються студією.
Студія на даний момент працює над підтримкою ігрового рушія, розробленого Ubisoft Montpellier, розробленням неанонсованих проєктів на всі ігрові платформи, а також розробкою ігор спільно з іншими студіями Ubisoft.
Останні проєкти компанії — ігри серії «Assassin's Creed», «Far Cry» та «Trials». Ubisoft Kyiv відповідає за розробку ПК версій ігор і бере участь у спільній розробці разом з іншими філіями компанії.[джерело?]

## Розроблені відеоігри

### Портування
- 2009 — Tom Clancy's HAWX (портування на ПК)[8][4]
- 2009 — Assassin's Creed II (портування на Mac OS)
- 2010 — Assassin's Creed: Brotherhood (портування на Mac OS)
- 2010 — Tom Clancy's Splinter Cell: Conviction (портування на Mac OS)
- 2011 — From Dust[en] (портування на ПК)
- 2011 — Driver: San Francisco (портування на ПК)
- 2011 — Assassin's Creed: Revelations (портування на ПК)
- 2012 — Tom Clancy's Ghost Recon: Future Soldier[en] (портування на ПК)[9][10][11]
- 2012 — Assassin's Creed III (портування на ПК)
- 2015 — Tom Clancy's Rainbow Six: Siege (Розробка ПК версія гри)

### Спільна розробка
- 2013 — Assassin's Creed IV: Black Flag[12]
- 2014 — Assassin's Creed: Unity[12]
- 2014 — Far Cry 4
- 2015 — Assassin's Creed Rogue
- 2015 — Assassin's Creed Syndicate
- 2016 — Watch Dogs 2
- 2016 — STEEP[13]
- 2016 — Far Cry Primal
- 2016 — Trials of the Blood Dragon[en]
- 2017 — Assassin's Creed Origins
- 2017 — Tom Clancy's Ghost Recon Wildlands
- 2018 — Assassin's Creed Odyssey
- 2018 — Far Cry 5
- 2019 — Trials Rising (Розробка разом зі студією RedLynx[en])
- 2020 — Assassin's Creed Valhalla
- 2020 — Watch Dogs: Legion
- 2021 — Far Cry 6
- 2023 — Assassin's Creed Mirage
- 2023 — Avatar: Frontiers of Pandora
- 2024 — Assassin's Creed Shadows